# Воскресинцівська сільська рада (Коломийський район)
| Воскресинцівська сільська рада — орган місцевого самоврядування у Коломийському районі Івано-Франківської області з адміністративним центром у с. Воскресинці. Історична дата утворення: в 1940 році. Водоймища на території, підпорядкованій даній раді: річка Прут. Сільській раді підпорядковані населені пункти: - с. Воскресинці — населення — 2 147 осіб; площа — 13,19 км² |

## Склад ради
Рада складається з 16 депутатів та голови.

### Керівний склад ради
| ПІБ                       | Основні відомості                                                                             | Дата обрання | Дата звільнення |
| ------------------------- | --------------------------------------------------------------------------------------------- | ------------ | --------------- |
| Білейчук Любомир Юрійович | Сільський голова, 1969 року народження, освіта, член Всеукраїнського об'єднання «Батьківщина» | 26.03.2006   | 31.10.2010      |
| Білейчук Любомир Юрійович | Сільський голова, 1969 року народження, освіта незакінчена вища, безпартійний                 | 31.10.2010   |                 |

Примітка: таблиця складена за даними джерела